# Paranoid
Paranoid je drugi album britanskog heavy metal-sastava Black Sabbath, koji je 18. rujna 1970. godine izdala diskografska kuća Vertigo Records. Album sadrži neke od najpoznatijih pjesama grupe, kao što su "Paranoid", "Iron Man" i "War Pigs".
Album je definiran kao klasik žanra heavy metala. Samo je u SAD-u prodano više od četiri milijuna primjeraka, čime je postao najprodavaniji album skupine.

## Snimanje
Album je sniman u Regent Sound studiju i Island studiju u Londonu. Hit koji dijeli isto ime s albumom - "Paranoid", napisan je u studiju u posljednji trenutak. Kao što je bubnjar Bill Ward objasnio: Nismo imali dovoljno pjesama za album, a Tony je samo svirao "Paranoid" na gitari, i to je bilo to. Stvaranje pjesme je trajalo 20-25 minuta. Pjesma je bila napisana bez namjere da bude uspješan hit za sastav, već samo da bi popunila album.

## Glazba i tekst
U usporedbi s njihovim prethodnim albumom, pjesme s Paranoida su dorađenije, manje improvizirane. Ipak, sadržaj tekstova je jednako mračan. Istražuju se teme kao što su rat, droga, duševne bolesti, ZF i horor. Za mnogo se pjesama s albuma može reći da su socijalne tematike. Magazin "Spin" je napisao da je sastav vidio heavy metal kao način da pokažu užas propalog društva.
Tekst uvodne pjesme "War Pigs" raspravlja o ratu i o onima koji ratuju. Često se za nju kaže da je protestna pjesma.

## Popis pjesama
Tekstovi: Geezer Butler, osim "Fairies Wear Boots" koju je napisao s Ozzyjem Osbourneom, glazba: Black Sabbath (Tony Iommi, Geezer Butler, Bill Ward, Ozzy Osbourne).
| 1. | »War Pigs«       | 7:57 |
| 2. | »Paranoid«       | 2:48 |
| 3. | »Planet Caravan« | 4:32 |
| 4. | »Iron Man«       | 5:56 |

| Druga strana | Druga strana         | Druga strana | Druga strana | Druga strana | Druga strana | Druga strana | Druga strana | Druga strana | Druga strana |
| Br.          | Skladba              | Trajanje     |              |              |              |              |              |              |              |
| ------------ | -------------------- | ------------ | ------------ | ------------ | ------------ | ------------ | ------------ | ------------ | ------------ |
| 5.           | »Electric Funeral«   | 4:53         |              |              |              |              |              |              |              |
| 6.           | »Hand of Doom«       | 7:08         |              |              |              |              |              |              |              |
| 7.           | »Rat Salad«          | 2:30         |              |              |              |              |              |              |              |
| 8.           | »Fairies Wear Boots« | 6:15         |              |              |              |              |              |              |              |
| 42:07        |                      |              |              |              |              |              |              |              |              |

## Zasluge
Black Sabbath
- Ozzy Osbourne – vokali
- Tony Iommi – gitara
- Geezer Butler – bas-gitara
- Bill Ward – bubnjevi

Gostujući glazbenici
- Tom "Colonel" Allom – klavir (na pjesmi 3)

Ostalo osoblje
- Brian Humphries – inženjer zvuka
- Keef – dizajn, fotografija
- Rodger Bain – producent
- Tony Allom – inženjer zvuka